# Психолингвистика
Психолингви́стика — дисциплина, которая находится на стыке психологии и лингвистики. Изучает взаимоотношение языка, мышления и сознания. Возникла в 1953 году.

## История
Термин психолингвистика принадлежит американскому психологу Дж. Р. Кантору (впервые использован в 1936 году в книге Дж. Кантора «Объективная психология грамматики»); широкое применение получил после публикации статьи ученика Кантора, — Н. Г. Пронко в статье «Язык и психолингвистика» (1946).
У психолингвистики три основных теоретических источника. Первый — психологическое направление в языкознании. Языковеды прошлых веков писали о том, что язык — это деятельность духа и отражение культуры народа. При этом они отмечали, что язык содержит в себе не только физический, но и психический компонент, и тем самым принадлежит индивидууму. Являясь условием общения и регулируя деятельность человека, язык ограничивает познание мира и делает невозможным полное понимание другого человека.
Одной из ключевых теорий в истории психолингвистики стала гипотеза Сепира — Уорфа (гипотеза лингвистической относительности). Именно благодаря активному интересу Б. Л. Уорфа к взаимоотношению языка и мышления этот вопрос стал активно подниматься и изучаться в научном мире.
Второй источник психолингвистики — работы американских структуралистов и, прежде всего, Н. Хомского, который полагал, что владение языком основано на способности производить правильные предложения.
Третьим источником психолингвистики являются работы психологов, занимавшихся вопросами языка и речи. В работах Л. С. Выготского организация процесса производства речи трактуется как последовательность фаз деятельности (мотивация — мысль — внутреннее слово — реализация). В концепции Л. В. Щербы постулируется наличие языкового материала (текстов), языковой системы (словарей и грамматики) и языковой деятельности (как говорения и понимания речи). Советская психолингвистика сформировалась, прежде всего, как теория речевой деятельности.

## Разделы
Психолингвистика занимается:
- описанием речевых сообщений на основе изучения механизмов порождения и восприятия речи;
- изучением функций речевой деятельности в обществе;
- исследованием связи между речевыми сообщениями и характеристиками участников коммуникации (превращение намерений говорящего в сообщения, интерпретация их слушающим);
- анализом речевого развития в связи с развитием личности.

## Онтогенез речи

### «Говорящие животные»
Несмотря на многочисленные попытки обучения животных языку, животные оказались неспособными общаться на уровне более высоком, чем трёхлетний ребёнок. Среди самых известных «говорящих животных»: горилла Коко, шимпанзе-бонобо Канзи, шимпанзе Вики, шимпанзе Уошо, шимпанзе Чимпски, шимпанзе Лана, шимпанзе Сара, дельфин Элвар, дельфины Феникс и Акекамаи, тюлень Гувер.

### Речевое развитие ребёнка
Ребёнок без специального обучения со стороны взрослых осваивает язык к четырём годам. На доречевом этапе у него наблюдаются крик, гуление, лепет и модулированный лепет. Развитие фонематического слуха позволяет ребёнку усваивать фонемы. В полтора года у него появляются звукоподражательные слова, к двум годам — двусловные фразы и начинается освоение грамматики. К трём годам словарь ребёнка увеличивается многократно.

#### Критический возраст
Дети, лишённые человеческого общения, могут адаптироваться к социуму даже в том случае, если они возвращаются в общество будучи старше 6 лет (но не позднее 12 лет).

#### Ошибки при освоении языка
При освоении языка ребёнок делает множество ошибок, которые обусловлены тем, что он пытается применить ко всему говоримому наиболее общие правила. Возникает даже так называемый «промежуточный язык». Многие ошибки детей типичны, и зависят от их возраста и уровня языкового развития. Словотворчество детей отражает творческий характер усвоения языка и также подчиняется определённым закономерностям.

#### Синтаксис детской речи
Освоение синтаксиса начинается с однословных предложений, затем появляются двусоставные, где можно выделить «опорные» слова и слова «открытого класса».

#### Овладение значением слова
Овладение значением слова начинается с вычленения наглядного компонента (фоносемантического), затем слово становится для ребёнка более конкретным, и только по мере освоения предметного мира в общении со взрослыми ребёнок проникает в смысловую природу слова. Интериоризация значений слов происходит в общении и деятельности.

### Изучение детской речи
В психолингвистике последних лет изучение детской речи выделилось в отдельную отрасль: онтогенез речи ребёнка или онтолингвистика, англ. developmental psycholinguistics. По этой проблеме проводятся международные симпозиумы, пишутся специальные учебники.

### Усвоение второго языка
При усвоении второго языка человек сталкивается с трудностями, исследование которых важно само по себе и может быть полезным для изучения речевых и мыслительных процессов, пролить свет на процесс приобретения родного языка.

## Порождение речи
Процесс производства речи практически не наблюдаем — и поэтому достаточно сложен для описания. Большое количество моделей построено на основании оговорок и пауз в речи. Трансформационно-генеративная грамматика Н. Хомского предполагает, что человек оперирует определёнными правилами, позволяющими ему развернуть глубинную структуру в поверхностную.
С психологической точки зрения процесс порождения речи заключается в том, что говорящий по определённым правилам переводит свой мыслительный (неречевой) замысел в речевые единицы конкретного языка. При этом человек оперирует не статистическими закономерностями языка, а смысловыми единицами, которые обусловливаются коммуникативным замыслом. Существующая у человека внутренняя речь предикативна, свёрнута и образна. Лишь выбор грамматической конструкции и подбор лексических единиц делают мысли человека доступными окружающим. Мысль совершается в слове (Л. С. Выготский). Речь тем самым представляет собой деятельность по вербализации образов сознания человека.

## Восприятие речи
Восприятие речи — это процесс извлечения смысла, находящегося за внешней формой речевых высказываний. Обработка речевых сигналов проходит последовательно. Восприятие формы речи требует знания лингвистических закономерностей её построения.
Восприятие письменной речи осуществляется скачкообразными (саккадическими) движениями глаз. Даже если слова несут ошибку, но напоминают слова, знакомые реципиенту, они воспринимаются как знакомые. Восприятие неосознаваемо как акт восприятия формы — это почти всегда переход сразу к семантике. Однако, в том случае, если значение слова конкурирует с его формой, возникает затруднение при чтении.
Важную роль в восприятии слова играет его многозначность, при этом в процессе восприятия слово соотносится с другими словами того же семантического поля. При восприятии фраз реципиент может испытывать затруднение в том случае, если имеется неоднозначность в их толковании (см. также Эффект Струпа). Для реципиента не важно, в какой синтаксической форме предъявляется фраза. Кроме того, важным для восприятия является знание реципиентом языка, на котором создано сообщение.
Воспринимая речь, человек соотносит сказанное с действительностью, со своими знаниями о ней, со своим опытом. Человек может восстанавливать пропущенные фрагменты, черпая информацию из своего сознания. В процессе восприятия человек активен, выдвигает гипотезы относительно дальнейшего содержания и осуществляет смысловые замены. Психолингвистика восприятия текста близка библиопсихологии, которую разрабатывал Н. А. Рубакин.
Многочисленные научные исследования показывают, что частотность слова определяет эффективность его распознавания как в устной, так и в письменной речи (Henderson and Ferreira, 1990 ; Hyona and Olson, 1995 ; Inhoff and Rayner, 1986 ; Rayner and Duffy, 1986 ; Raney and Rayner, 1995 ; Schilling et al., 1998 ; White, 2008).

## Этнолингвистика
Относясь к духовной культуре, язык не может её не отражать и тем самым не может не влиять на понимание мира носителями языка. Согласно гипотезе лингвистической относительности Л. Уорфа и Э. Сепира, структура национального языка определяет структуру мышления и способ познания внешнего мира. В отечественной психолингвистике существует теория лакун, которая объясняет условия существования элементов национальной специфики лингвокультурной общности. Лакуны бывают языковые и этнографические. Восстанавливаются лакуны с помощью толкования, перевода и комментирования.
Элементом владения культурой считается знание её носителями прецедентных текстов, разных для каждой культуры (субкультуры) и своего времени.

### Интеркультурные контакты
При интеркультурных контактах человек проходит ряд этапов (нулевая фаза, вживание в культуру, адаптация, этап равновесия, адаптация по возвращении). При общении с представителями другой культуры нередок культурный шок как состояние непринятия чуждой культуры. Нередко возникает также и лингвистический шок как состояние удивления при восприятии элементов другого языка, похожих на слова его родного языка.

### Билингвизм
Свободное владение двумя языками называется билингвизмом. По возрасту, в котором происходит усвоение второго языка, различают билингвизм ранний и поздний. Различают также билингвизм рецептивный (воспринимающий), репродуктивный (воспроизводящий) и продуктивный (производящий), последний из которых является целью изучения иностранного языка. Речь человека при переходе на другой язык не свободна от интерференции.
В речи иностранца (непрофессионала в иностранном языке) неизбежны фонетические, графические, орфографические, морфологические, лексические и синтаксические ошибки. Ошибки бывают как коммуникативные, так и некоммуникативные.
Особую группу билингвов составляют люди, родной язык которых оказался ненужным в условиях эмиграции. Восстановление языка их родителей представляет сложную методическую задачу для преподавателей.

## Патопсихолингвистика
Патопсихолингвистика изучает патологические отклонения в формировании и протекании речевых процессов в условиях несформированности или распада личности. К речевой патологии относятся:
1) нарушения процессов, обусловленных действием высших психических функций (при психопатиях и акцентуациях);
2) речевые нарушения, вызванные локальными поражениями мозга (моторная и сенсорная афазия);
3) речевые нарушения, связанные с дисфункцией сенсорных систем (например, речь слепых, глухих и глухонемых);
4) нарушения, связанные с умственной отсталостью;
5) нарушения речи, связанные с затруднениями в реализации моторной программы (заикание, дисфония, брадилалия, тахилалия, дислалия, ринолалия, дизартрия).
В рамках патопсихолингвистики можно выделить психиатрическую лингвистику. Выявленные и описанные на материале нормы (художественные тексты) и патологии (реальная речь психических больных) словари акцентуированных личностей могут внести большой вклад в построение личностных тезаурусов. В отличие от общеязыкового тезауруса, тезаурус языка акцентуированной личности организован по правилам, определяемым искаженной картиной мира, существующей в сознании акцентуированной личности. На основании эмоционально-смысловой доминанты текста, можно говорить о картинах мира «светлых» (паранойяльных), «тёмных» (эпилептоидных), «печальных» (депрессивных), «весёлых» (маниакальных) и «красивых» (истероидных). При этом речь идёт не столько об индивидуальном сознании автора, сколько об общих закономерностях проявления акцентуированного сознания в языке и речи. В этой своей части психолингвистика близка психиатрическому литературоведению и патографии литературного творчества.

## Эксперимент в психолингвистике
Эксперименты занимают огромное место в современной психолингвистике. Это
- ассоциативный эксперимент, одним из побочных результатов применения которого явилось создание полиграфа,
- эксперимент по методике дополнения,
- шкалирование,
- метод семантического дифференциала
- Чтение с регулировкой скорости
- метод семантического интеграла, и ряд других.
- Отдельное место в психолингвистике занимают методы психосемантического анализа слов и текстов.

## Прикладная психолингвистика
В своём прикладном аспекте психолингвистика может быть связана практически со всеми прикладными областями психологии: с педагогической и медицинской психологией, патопсихологией, нейропсихологией, психиатрией и коррекционной педагогикой. (дефектологией), инженерной, космической и военной психологией, психологией труда, судебной и юридической психологией, наконец, с политической психологией и психологией массовой коммуникации, психологией рекламы и пропаганды. В сущности, именно эти прикладные дисциплины и возникающие перед ними задачи лингвистического характера служат в настоящее время стимулами к развитию психолингвистики как самостоятельной научной области.

## Личности
| - Российская Империя: - Потебня А. А. - Советские: - Выготский Л. С. - Жинкин Н. И. - Щерба Л. В. - Русские: - Леонтьев А. А. - Шахнарович А. М. - Сорокин Ю. А. - Горелов И. Н. - Мельников Г. П. - Седов К. Ф. - Сахарный Л. В. - Фрумкина Р. М. - Василевич А. П. - Уфимцева Н. В. - Тарасов Е. Ф. - Залевская А. А. - Белянин В. П. - Пищальникова В. А. - Цейтлин С. Н. - Черниговская Т. В. | - Украина: - Горошко О. - Холод А. М. - Мартинек С. В. (укр.) uk:Мартінек Світлана Вадимівна - Англоязычные: - Секерина И. - Хомский Н. - Стайнберг - Фромкин - Осгуд - Слобин - Грин Дж. |  |

### Учебники
- Белянин В. П. «Психолингвистика»: Учебник. 6-е изд.- М.: Флинта, Московский психолого-социальный институт, 2009.- 416 с. ISBN 978-5-9765-0743-2 (Флинта) ISBN 978-5-9770-0378-0 (МПСИ)
- Горелов И. Н., Седов К. Ф. «Основы психолингвистики».— М., 1997.
- Залевская А. А. «Введение в психолингвистику». — М.,1999.
- Леонтьев А. А. «Основы психолингвистики». — М., 1997.]
- Основы теории речевой деятельности.— М., 1974.
- Пищальникова В. А. «История и теория психолингвистики». Курс лекций. Ч. 1-3. — М., 2005—2010; Ч. 1. М., 2005. (аннотация); Ч. 2. Этнопсихолингвистика. М., 2007. (аннотация (недоступная ссылка)); Ч. 3. Психопоэтика. М., 2010. (аннотация (недоступная ссылка))
- Седов К. Ф. Нейропсихолингвистика. М.: Лабиринт, 2007. — 274с.: ил. isbn 5-87604-054-1
- Сахарный Л. В. «Введение в психолингвистику».— Л., 1989.(глава из книги «Введение в психолингвистику»)
- Сахарный Л. В. «Из истории психолингвистики».
- Текст лекций «Введение в психолингвистику».— М., 1991. Ч.I, ч. II.
- Ушакова Т. Н. «Психолингвистика». // Психология. Учебник для гуманитарных специальностей. — СПб., 2000.
- Филд Д. «Психолингвистика: Ключевые концепты. Энциклопедия терминов (с английскими эквивалентами)». Пер. с англ./ Общ. ред. И. В. Журавлёва. — М.: Издательство ЛКИ, 2012. — 344 с. — ISBN 978-5-382-01366-4.
- Фрумкина Р. М. «Психолингвистика». М., 2001.
- Цейтлин С. Н. Язык и ребёнок. Лингвистика детской речи. М.: Владос, 2000.- 240 с.
- Шахнарович А. М. «Проблемы психолингвистики».— М., 1987.

### Монографии
- Белянин В. П. Основы психолингвистической диагностики: (Модели мира в литературе).. / В надзаг. Российская Академия Наук, Институт языкознания. Фонд Чтения имени Н. А. Рубакина. — М.:Тривола, 2000.— 248 с. ISBN 5-88415-036-9
- Белянин В. П. Психологическое литературоведение. Текст как отражение внутренних миров автора и читателя. — М.: Генезис, 2006. — 320 с. ISBN 5-98563-071-4
- Бородай С. Ю. Язык и познание: введение в пострелятивизм. М.: ООО Садра, Языки славянских культур, 2020. 800 с.
- Выготский Л. С.. Мышление и речь. Изд. 5, испр. — Издательство «Лабиринт», М., 1999. — 352 с. ISBN 5-87604-097-5
- Горелов И. Н. Проблемы функционального базиса речи в онтогенезе.— Челябинск, 1974.- 214 с.
- Горелов И. Н. Вопросы теории речевой деятельности (Психолингвистические основы искусственного интеллекта). Таллин, 1987.
- Горелов И. Н. Невербальные компоненты коммуникации. М., 1980.
- Жинкин Н. И. Речь как проводник информации.— М.: Наука, 1982. — 463 с.
- Залевская А. А. Психолингвистические исследования. Слово. Текст: Избранные труды. — М.: Гнозис, 2005. — 543 с.
- Леонтьев А. А. Язык, речь, речевая деятельность. — М.: Просвещение, 1969.- 214 с.
- Леонтьев А. А. Психолингвистика.— Л.: Наука, 1967. — 118 с.
- Леонтьев А. А. Деятельный ум: деятельность, знак, личность. — М.: Смысл, 2001. — 392 с.
- Пищальникова В. А. Психопоэтика: Монография. — Барнаул, 1999. — 174 с.
- Пищальникова В. А., Сорокин Ю. А. Введение в психопоэтику. Барнаул: Изд-во Алт. гос. ун-та, 1993. — 211 c.
- Сорокин Ю. А.Психолингвистические аспекты изучения текста. М. Наука. 1985. 168 с.
- Сорокин Ю. А. Текст: цельность, связность, эмотивность. // Аспекты общей и частной лингвистической теории текста. — М., 1982.
- Тарасов Е. Ф. Тенденции развития психолингвистики.— М.: Наука, 1987.

### Коллективные монографии
- Основы теории речевой деятельности.- М., 1974.
- Пашковский В. Э., Пиотровская В. Р., Пиотровский Р. Г. Психиатрическая лингвистика. Издательство: Либроком, 2009. — 162 с.
- Теория речевой деятельности.- М., 1968.

### Статьи
- Блумфилд Л. Употребление языка. // Звегинцев В. А. История языкознания XIX—XX веков в очерках и извлечениях. — М., 1965. — Ч. II
- Секерина И. «Психолингвистика». // Фундаментальные проблемы современной американской лингвистики. — М., 1997, с.231-260.
- Уорф Б. Л. Отношение норм поведения и мышления к языку. // Звегинцев В. А. История языкознания XIX—XX веков в очерках и извлечениях. — М., 1965. — Ч. II
- Щерба Л. В. О трояком аспекте языковых явлений и эксперименте в языкознании.// Щерба Л. В. Языковая система и речевая деятельность. — М., 1974.